# Elektrownia miejska w Suwałkach
Elektrownia miejska w Suwałkach – budynek dawnej elektrowni wybudowany w latach 1930-1931 w Suwałkach, w województwie podlaskim. Obiekt wpisany do rejestru zabytków nieruchomych województwa podlaskiego.

## Historia elektrowni w Suwałkach
W okresie międzywojennym istniała w tej lokalizacji poniemiecka elektrownia miejska. Mieściła się w drewnianym, prowizorycznym budynku. Już w 1923 r. rada miejska podnosiła temat konieczności budowy nowego budynku elektrowni miejskiej, lecz na przeszkodzie stał brak zgody zarządcy terenu tj. dyrekcji Polskich Kolei Państwowych w Wilnie.

## Obecna elektrownia
W 1929 r. Ministerstwo Komunikacji wydało zgodę na budowę elektrowni miejskiej na terenie PKP w Suwałkach na prawach dzierżawy. Ta decyzja umożliwiła budowę nowej, murowanej elektrowni przy dzisiejszej ulicy Sejneńskiej. Budowa trwała od maja 1930 do grudnia 1931 r. Autorami projektu byli: Zenon Rackiewicz i Eugeniusz Pohl. W 1933 r. mieszkańcy Suwałk rozpoczęli protest przeciwko działaniom władz miejskich, które wykorzystywały zyski z elektrowni do finansowania innych zadań: protest polegał na ograniczaniu pobierania prądu, a jego organizatorem był powołany w 1933 r. Związek Konsumentów Prądu Elektrycznego w Suwałkach. W 1936 r. prąd z elektrowni doprowadzono do Płociczna oraz Sejn. W okresie okupacji hitlerowskiej elektrownia przeszła modernizację. Elektrownia ucierpiała w okresie ewakuacji Niemców z Suwałk (sierpień 1944), kiedy zostały z niej wywiezione m.in. turbiny i kocioł. Jeszcze w tym samym roku elektrownia wznowiła pracę, początkowo dostarczając energię tylko do najważniejszych obiektów. W 1948 r. zarząd nad elektrownią przejęło Zjednoczenie Energetyczne Okręgu Białostockiego. Elektrownia w Suwałkach działała odtąd jeszcze kilka lat, jednak wobec postępującej elektryfikacji w okresie powojennym przestała być wystarczająca, wobec czego władze centralne zdecydowały o włączeniu Suwałk do krajowej sieci energetycznej i zamknięciu elektrowni.